# لازلو ناجي
لازلو ناجي (بالمجرية: Nagy László)‏ (و. 1927 – 2005 م) هو متزلج فني مجري، ولد في زومباثلي، شارك في التزلج الفني في الألعاب الأولمبية الشتوية 1948 - مزدوج ‏، وتزلج فني على الجليد في الألعاب الأولمبية الشتوية 1956 – تزلج مزدوج ‏، والتزلج الفني في الألعاب الأولمبية الشتوية 1952 - مزدوج ‏، توفي عن عمر يناهز 78 عاماً.

## روابط خارجية
- لازلو ناجي على موقع أوليمبيديا (الإنجليزية)